# 쌍소멸
쌍소멸(pair annihilation) 또는 소멸(annihilation)은 물리학에서 입자와 반입자가 충돌하면 에너지 또는 빛으로 바뀌는 현상이다. 소멸은 반입자 관계에 있지 않은 물질과 반물질의 충돌을 포함하는 경우도 있다.

## 같이 보기
- 쌍생성
- 전자-양전자 쌍소멸